# Блум
Блум (Bloom) — одна из главных героинь мультсериала «Клуб Винкс», сюжетный протагонист его первых трёх сезонов и мультфильмов «Тайна затерянного королевства» и «Волшебное приключение», основательница и лидер Клуба Винкс. История создания персонажа уходит корнями в прошлое Иджинио Страффи, автора идеи и режиссёра «Клуба Винкс», тронутого историей своей однокурсницы. Образ Блум заимствует внешние черты Бритни Спирс и характер жены Страффи. По собственным словам, режиссёр восхищается своей героиней и теми качествами, которыми её наделил. Впрочем, ряд медиаведов выразил к персонажу противоположные чувства, назвав героиню примером стереотипной светлокожей девушки-лидера, пропагандирующей средневековые идеалы, нетерпимость, агрессию и лень, имеющей неестественно тонкую талию и весьма сексуализированный образ.

## Создание и озвучивание
По словам создателя сериала «Клуб Винкс» Иджинио Страффи, внешний вид Блум отчасти основан на образе Бритни Спирс. Образ Блум также произошёл от девушки, у которой были приёмные родители и которую Страффи знал в университете. История этой девушки и её огромное желание увидеть своих настоящих родителей, по словам Страффи, вдохновила его на создание характера Блум. Эта история является основной сюжетной линией первых трёх сезонов «Клуба Винкс», а также мультфильма «Клуб Винкс: Тайна затерянного королевства». Помимо всего, в личности и характере Блум лежат черты Джоан Ли, жены Иджинио. Он описывает её как щедрую, позитивную, полную энергии и решительную женщину, чьи качества перешли от неё к главной героине. Сам Страффи говорил, что не может устоять перед очарованием Блум, а также восхищается её силой, целеустремлённостью и острым складом ума.
Оригинальный итальянский голос для Блум записывала итальянская актриса Летиция Чампа, которая также дублировала Гермиону из Гарри Поттера и Алису в фильме «Алиса в стране чудес» Бёртона. По собственным словам, роль Блум актриса считает одной из двух своих важнейших работ на телевидении, наряду с дублированием персонажа Миранды из сериала «Лиззи Магуайер». В международной английской версии сериала её озвучивали Хелена Эванджелиу и Анджела Галуппо, а в региональной версии 4Kids TV — Лиза Жаклин. В первых двух полнометражных лентах по мотивам мультсериала для международного англоязычного проката героиню озвучила Синди Робинсон. В американском дубляже от Nickelodeon Блум озвучила популярная актриса американского телевидения Молли Куинн.

## Характер и история
Блум родилась 10 декабря под знаком дракона. Она увлекается чтением и готовкой, а её главная ценность — семья. Её молодой человек — принц Скай, с которым она помолвлена. Блум — также фея-хранительница и принцесса планеты Домино, а также солистка группы Winx Rock Band. У неё есть любимый питомец — кролик синего цвета по имени Кико. Согласно официальной характеристике, Блум щедрая, искренняя, благородная, харизматичная и настоящий лидер. Она бескорыстная, независимая, нетерпеливая и упрямая. Будучи обладательницей силы Огня Дракона, из которой зародилась Волшебная вселенная, Блум — самая сильная участница Клуба Винкс. В то время как остальные Винкс получили силу Энчантикса, совершив самоотверженные поступки ради других людей (преимущественно со своих планет), у Блум не было такой возможности, и она получила Энчантикс усилием воли, поверив в победу над злом.
Блум родилась на планете Домино в королевской семье, но когда на планету напали три Ведьмы-прародительницы, её старшая сестра Дафна отправила маленькую Блум на Землю через портал. Пожарный Майк обнаружил малышку в огне, который не причинял ей вреда. Родителей девочки не нашлось, и Майк со своей женой Ванессой удочерили Блум и растили как родную дочку. Блум жила, не зная о своём даре, и поэтому не развивала его, хотя любила сказки о феях. В 16 лет она открыла в себе магические способности, когда пыталась спасти девушку по имени Стелла. Она предложила Блум отправиться с ней Алфею, школу для фей, и героиня с радостью согласилась. Там Блум встретила ещё троих подруг, с которыми вместе основала Клуб Винкс для защиты добра. Столкнувшись с опасностями в начале сериала, Блум не была уверена, что готова к жизни в волшебном мире, но, узнав больше о магии и получив поддержку своих подруг, Блум с подругами встаёт на защиту Волшебного измерения от сил зла. Основной сюжетной линией Блум является поиск и воссоединение со своими настоящими родителями, королём и королевой Домино, наряду с противостоянием силам зла, ответственным за трагедию планеты.

## Критика и культурное влияние
Персонаж Блум получил критическую оценку от исследователей гендерных стереотипов в мультфильмах, филологов и социологов. Так, профессор медиаведения Базельского университета Эльке Шлоте описывает Блум как типичного лидера группы, со светлой кожей и яркими (рыжими) волосами, в свете которых «принижаются» герои с менее светлым оттенком кожи. Итальянский профессор семиологии Джованна Козенца также поддерживает эту мысль, отмечая, что на обложке мультфильма «Тайна затерянного королевства» Блум стоит в самом центре и на первом плане. При этом Козенца также отмечает подчёркнутую женственность персонажа, выражающуюся в одежде и украшениях крыльев. Расставленные в разные стороны крылья героини профессор сравнивает с распятием, в связи с чем персонаж воспринимается как мессия, спаситель своего мира. В отношении крыльев персонажа Козенца также замечает, что они олицетворяют красоту бабочки и вместе с тем хрупкость стрекозы. Одежда Блум, на взгляд профессора, «призвана больше показать различные части тела, нежели скрыть их», в связи с чем героиня предстаёт «доступной, почти беззащитной и изящной».
Филологи З. Р. Дохова и Т. А. Чепракова в своей работе, напечатанной в журнале Кабардино-Балкарского государственного университета имени Х. М. Бербекова, выражают мнение о том, что героиня «пропагандирует лень, возможность ослушания и выражения своего недовольства перед родителями», основываясь на материалах серии «Неожиданное событие». Также, по мнению филологов, взгляд героини во время одной из фраз, обращённых к Валтору («Валтор, мы уже побеждали тебя и сделаем это снова, раз и навсегда!») выражал «злость и ненависть». В той сцене, когда Блум вызвала на поединок магов Чёрного Круга, филологи отметили также «нетерпимость и агрессию» во фразе, которую использовала героиня: «Хватит, сразитесь с нами!» Социологи Г. В. Антонов и Е. Г. Лактюхина в своей статье, опубликованной в журнале Волгоградского государственного университета, используют героиню как пример положительного персонажа, мотивацией поступков которого является «месть» (превращение мотоцикла обидчицы в свинью, желание вернуть волшебные силы у ведьм, которые их отняли), а также отмечают недостаток заботы героини о своём питомце, потому что он «защищается от монстров сам».
Профессор Университета Родса Жанна Принсло считает, что отношения героини со Скаем являются примером императива «заполучить и удержать своего мужчину», описанного в книге Минакши Гиги Дарем «Эффект Лолиты». Профессор приводит несколько показательных, на её взгляд, выдержек из второго сезона «Клуба Винкс». Так, когда Скай знакомит девушку с его родителями, ей удаётся завоевать их расположение только спасением его бывшей невесты. Другой пример исследовательницы — финал второго сезона, когда подчиняющее заклятие Лорда Даркара с героини удаётся снять только Скаю через слова «я люблю тебя». Этот момент описывается в статье Принсло как кульминация идеи завоевания мужчины своей сексуальностью. Джованна Козенца также считает, что желание Блум выйти замуж за Ская «прививает средневековые идеалы девочкам 2000-х», а спокойное (по мнению исследовательницы) отношение героини к внезапному исчезновению Ская с другой девушкой в мультфильме «Тайна затерянного королевства», на взгляд Козенцы, говорит о недостатке самоуважения у персонажа. Изображение Блум на обложке DVD с сериалом, по мнению Принсло, «предполагает мужской взгляд», поскольку она смотрит на зрителя. По результатам исследований о нереалистичной рисовке персонажей мультсериалов, проведённых Майей Гец и Маргит Херхе, Блум имеет коэффициент талии к бёдрам 0,34 и талии к плечам 0,37 — по словам авторов книги, такая талия едва вместила бы позвоночник.
Образ Блум, как и других героев сериала, нашёл своё отражение в линейках сопутствующих товаров, среди которых журналы, книги, видеоигры, предметы быта и аксессуары. Так, куклы Блум выпустили компании Mattel, Giochi Preziosi, Witty Toys и Jakks Pacific. Издана игра для компьютеров под управлением операционной системы Windows «День рождения Блум», целиком посвящённая героине.